# Tûranor PlanetSolar

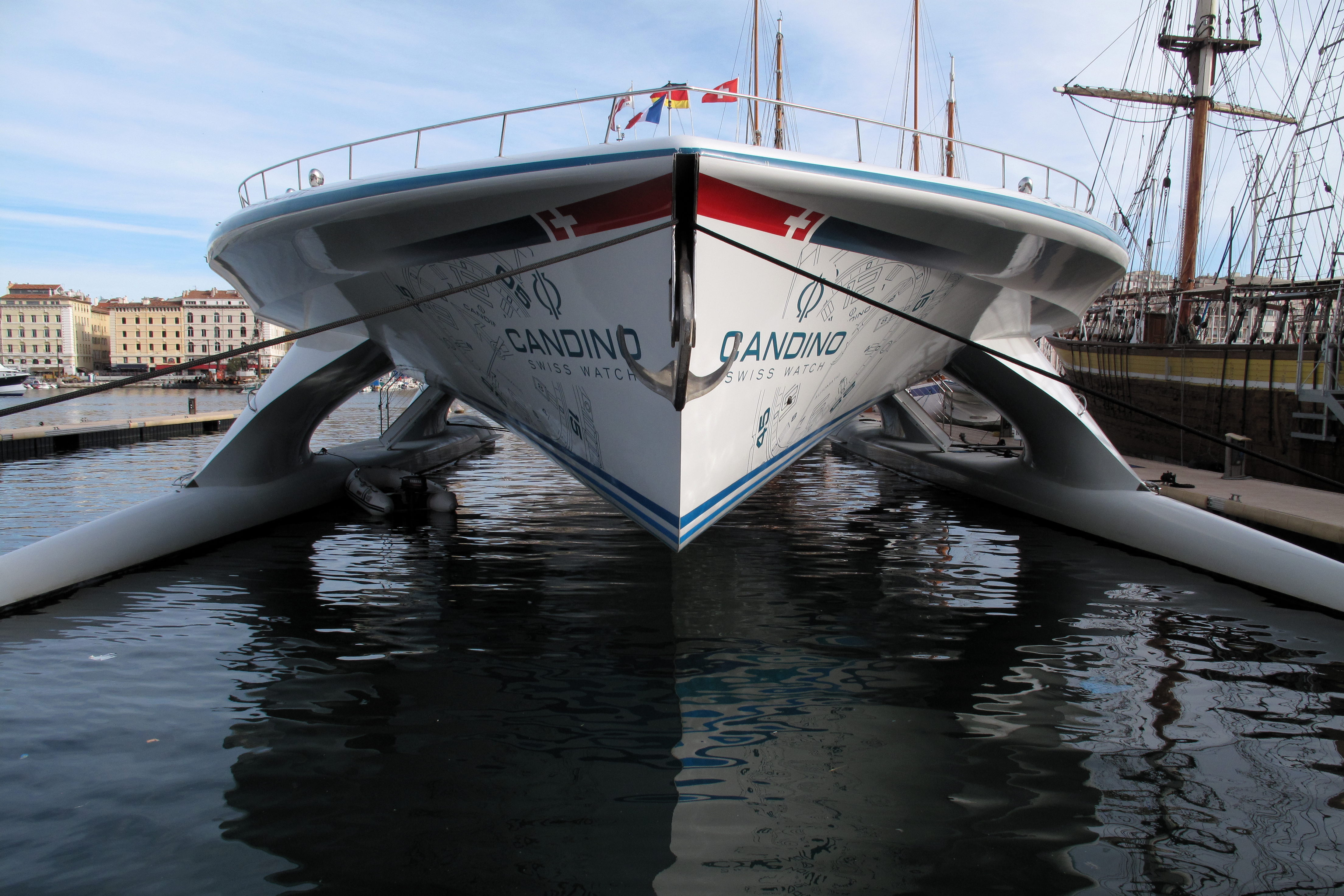

«Сонячна планета» — найбільший у світі катер, який отримує енергію для руху виключно від сонячних батарей. Виробництво — SunPower Corp.
На корпусі катера встановлено 800 сонячних панелей з 38 тис. сонячних елементів, що мають к.к.д. близько 22%.
Проект коштував близько $26 млн.[джерело?]

## Конструкція та технічні характеристики
- Конструкція: тримаран.
- Довжина: 31 м.
- Ширина: 15 м.
- Висота: 6,1 м.
- Площа сонячних елементів: 516 м².
- Максимальна швидкість: 14 вузлів (26 км/год).
- Пасажиромісткість: 50 осіб

## Навколосвітнє плавання
27 вересня 2010 року судно вирушило у навколосвітню подорож.
Початково запланований маршрут плавання включав Гамбург, Лондон, Париж, Нью-Йорк, Сан-Франциско, Сингапур, Абу-Дабі.[джерело?]
5 травня 2012 року «Сонячна планета» в порту Монако завершила подорож навколо світу, пройшовши понад 60 000 кілометрів за 585 днів і відвідавши 28 країн.

## Галерея

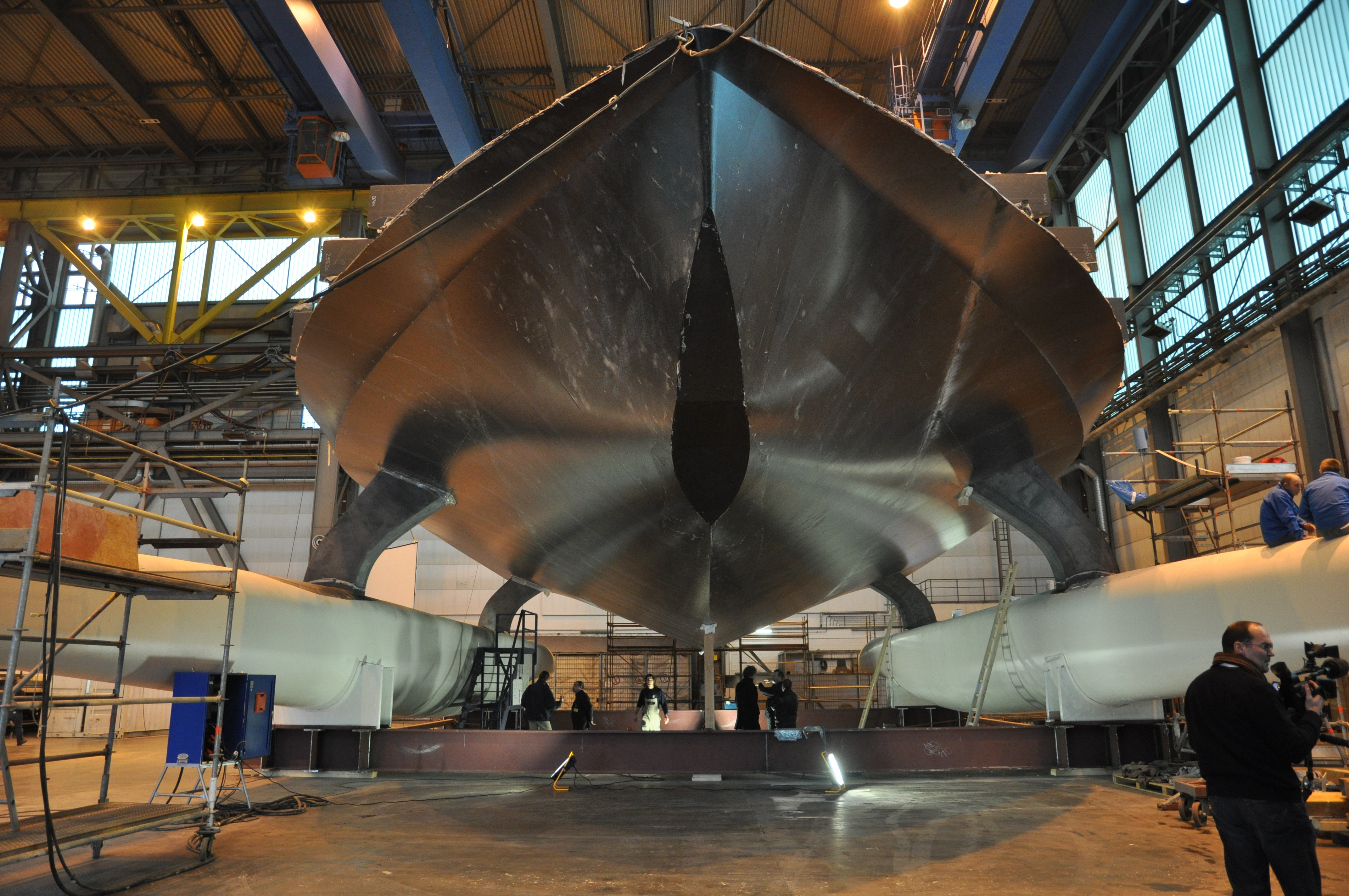
PlanetSolar в доці, 2009
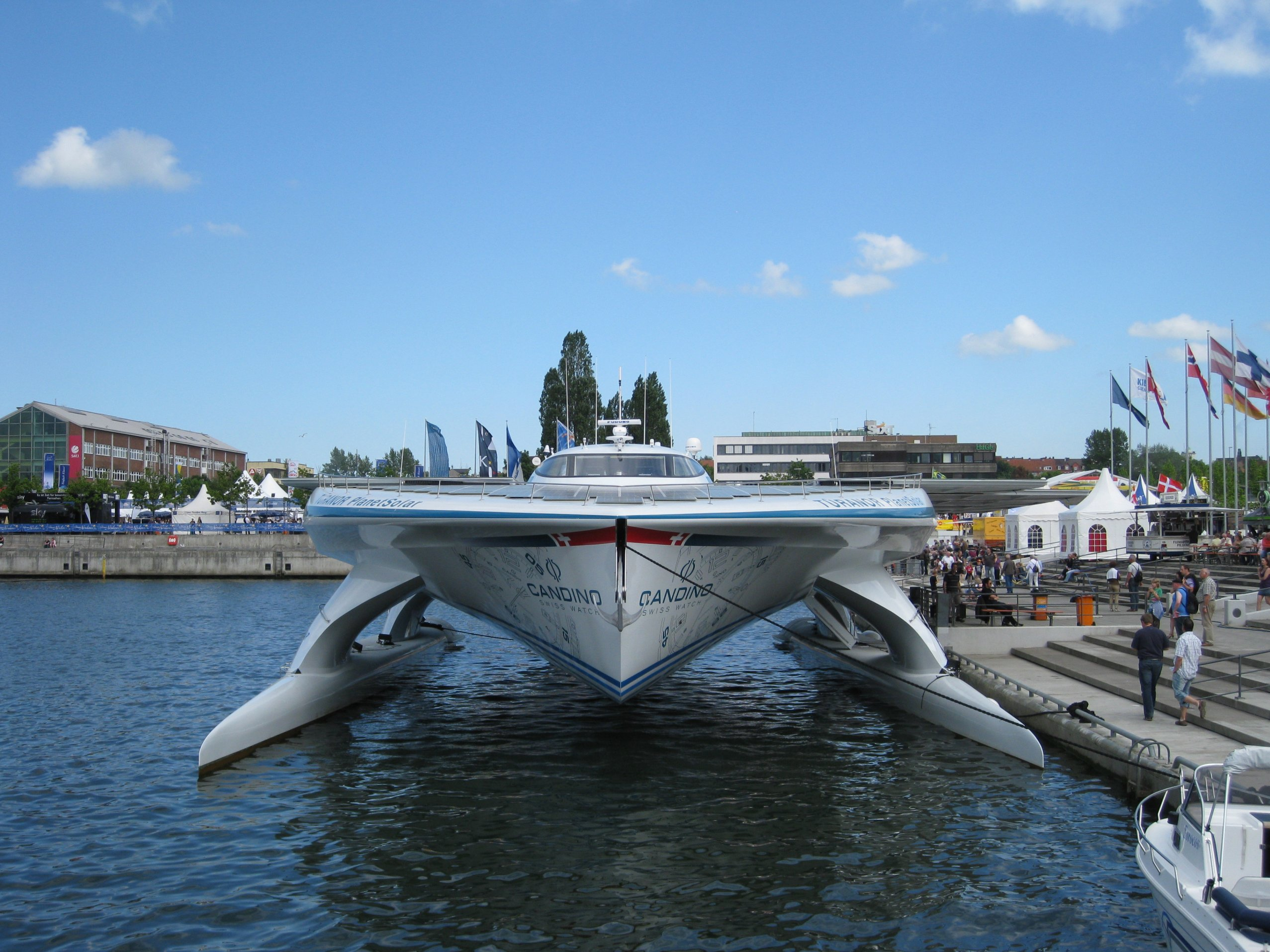
Вигляд спереду
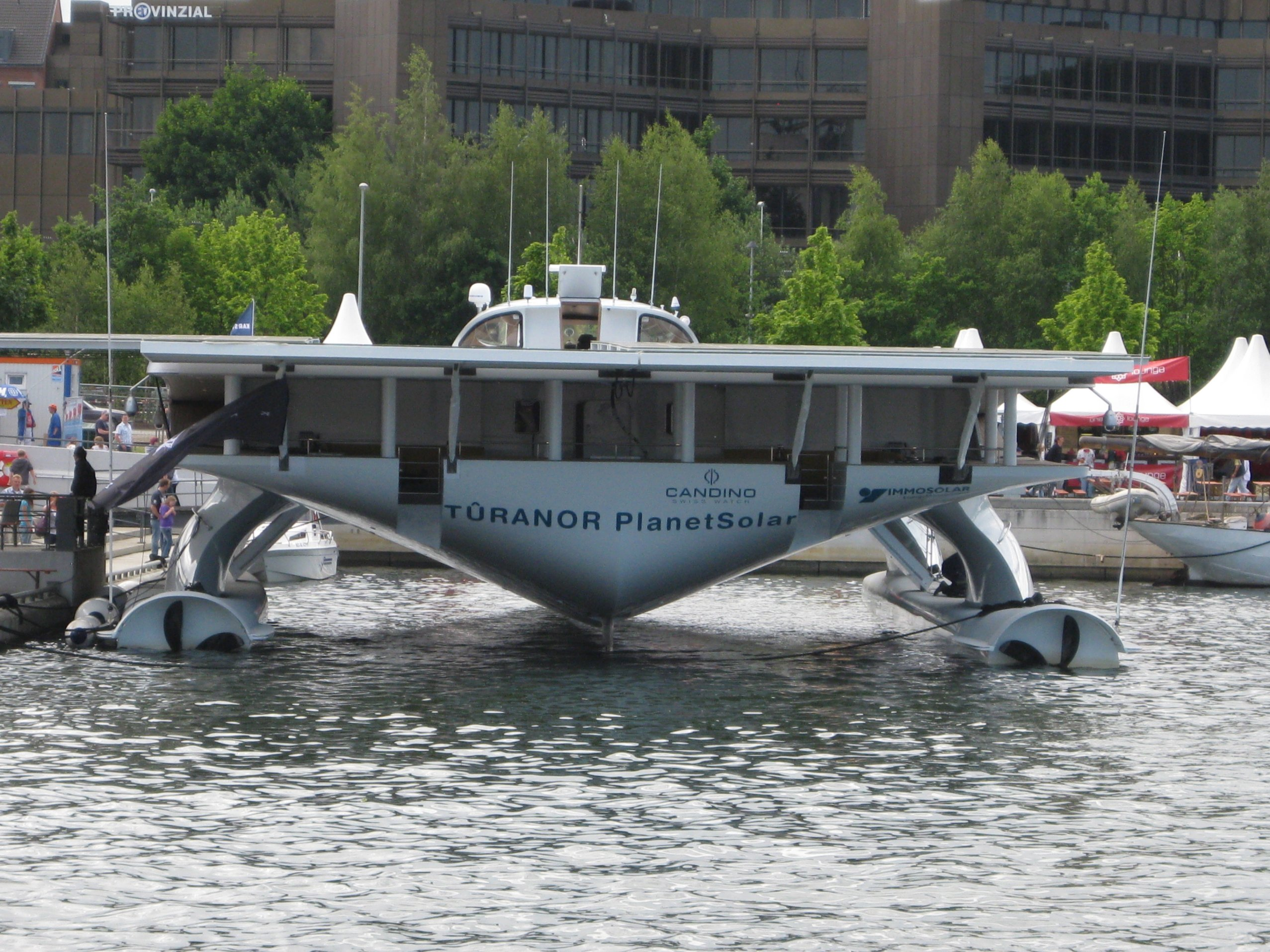
Вигляд ззаду
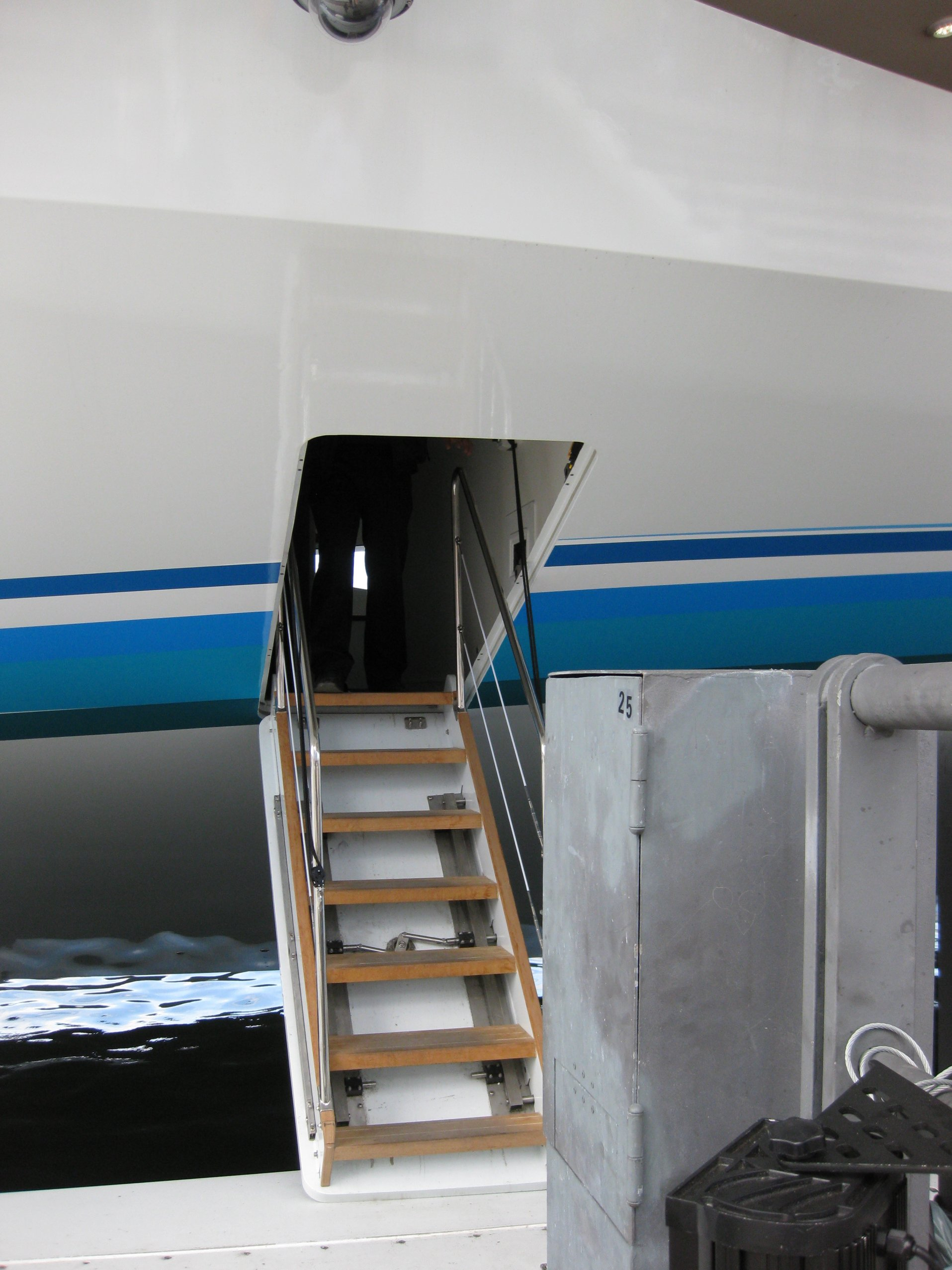
Вхід
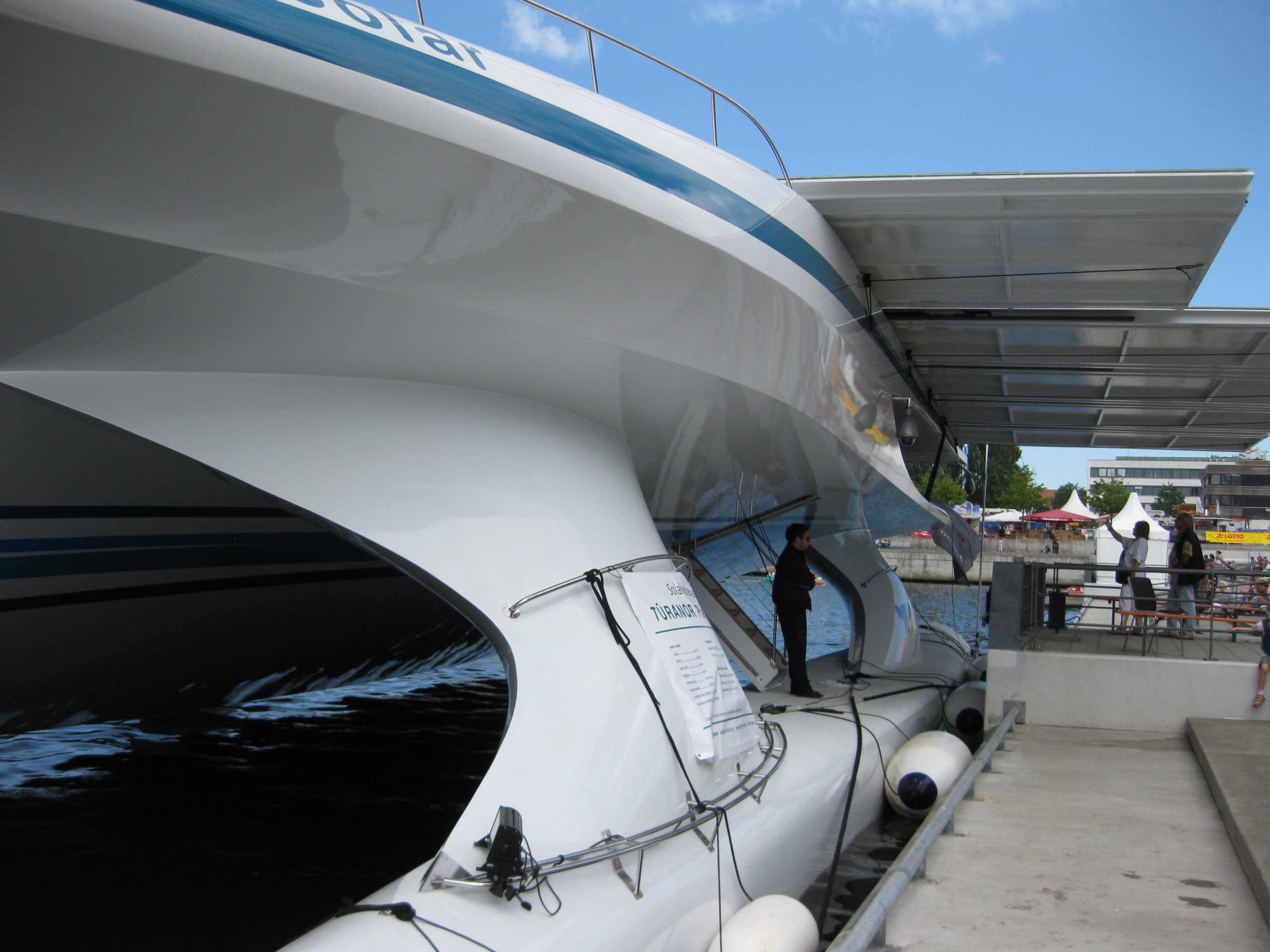
Сонячні панелі
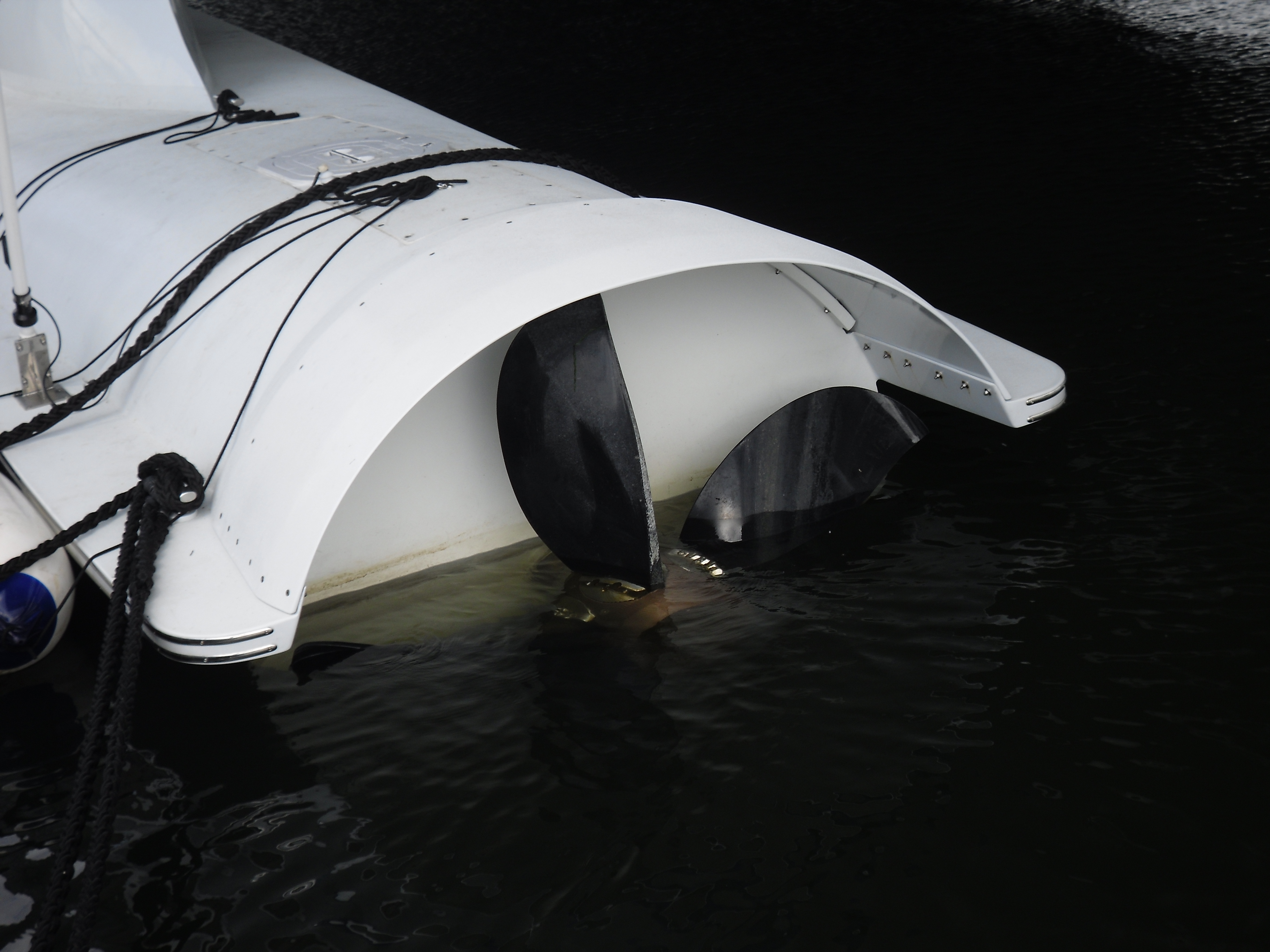
Гвинт
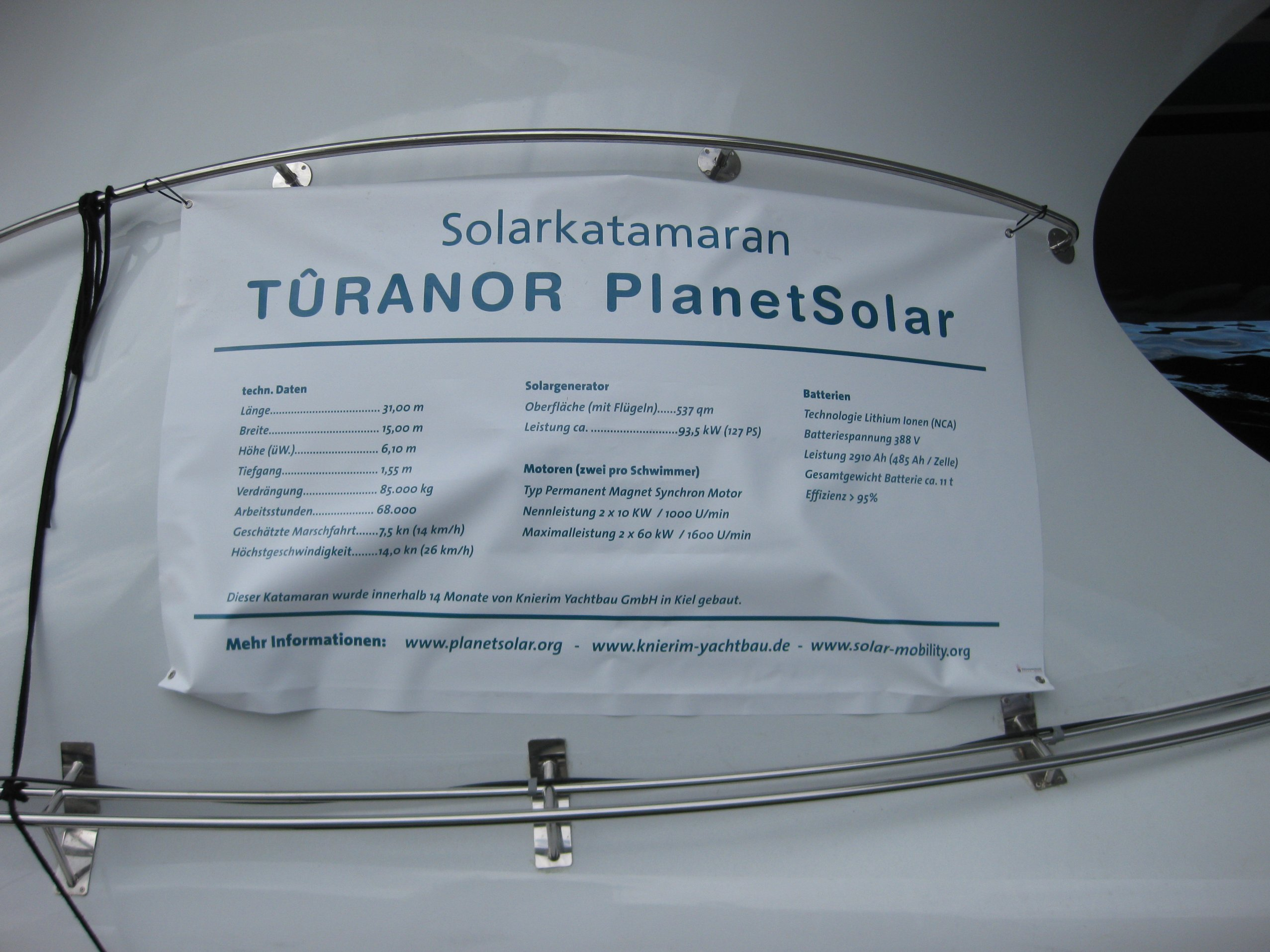
Офіційні характеристики
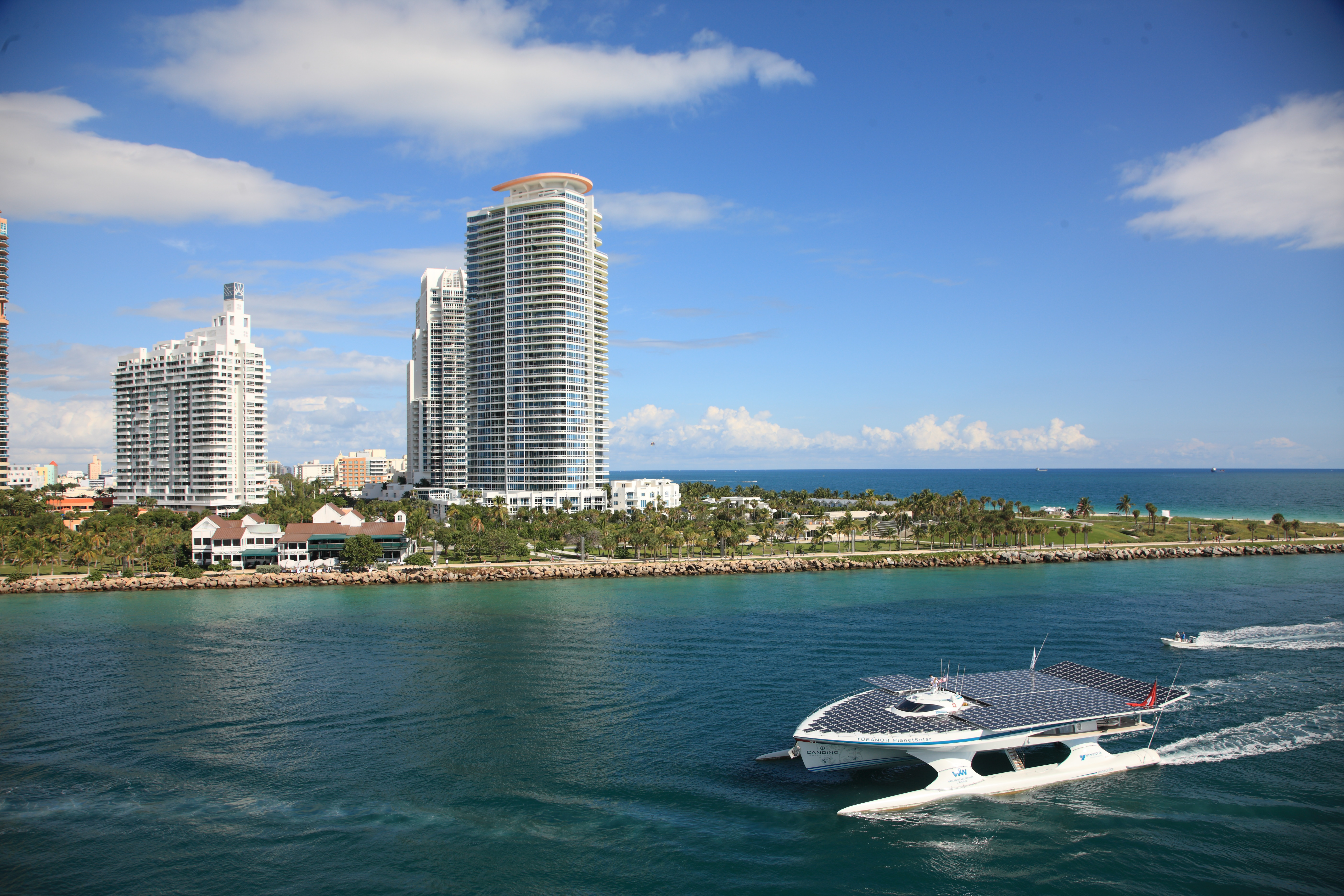
В Маямі
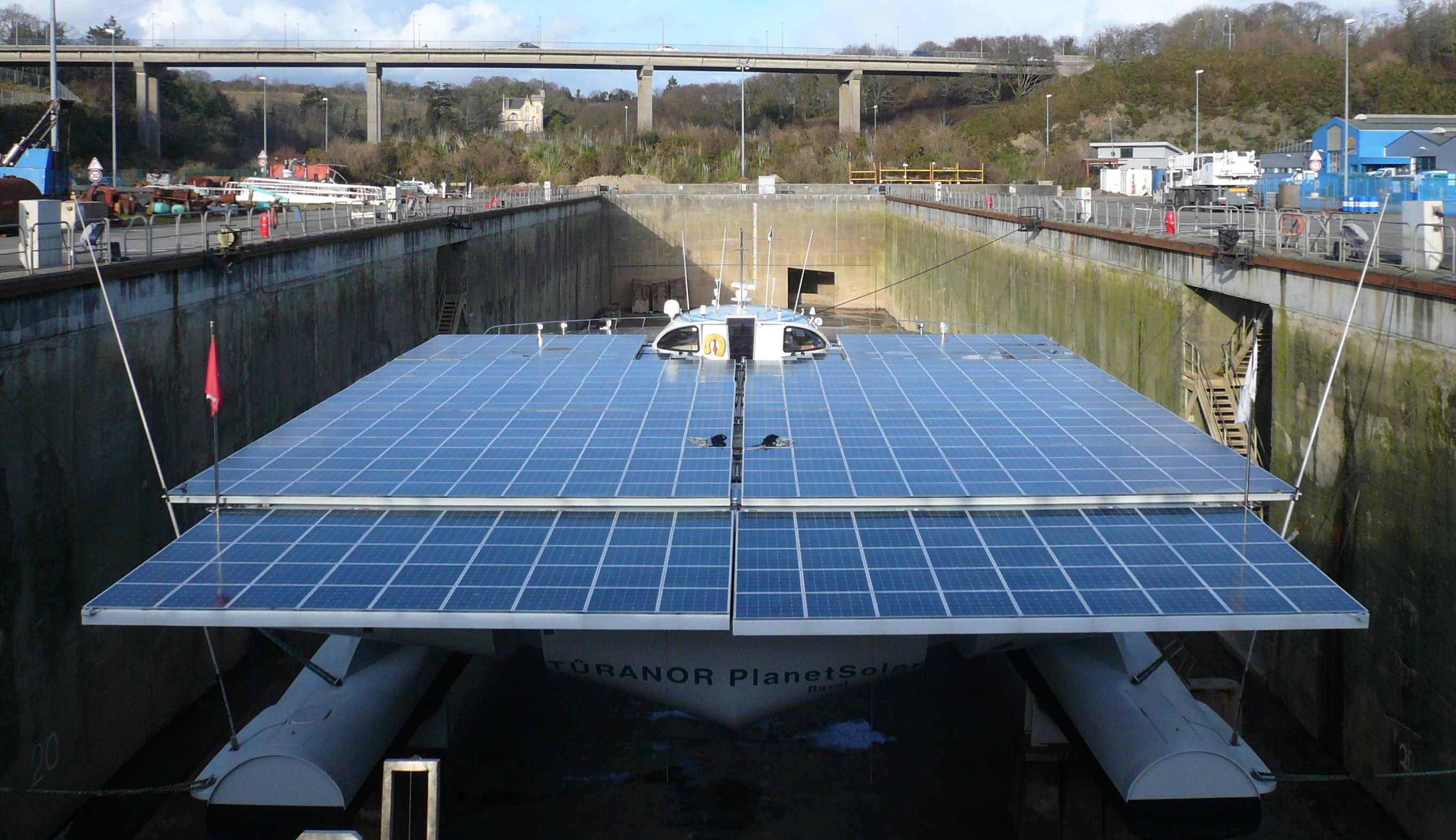
В доці у Франції
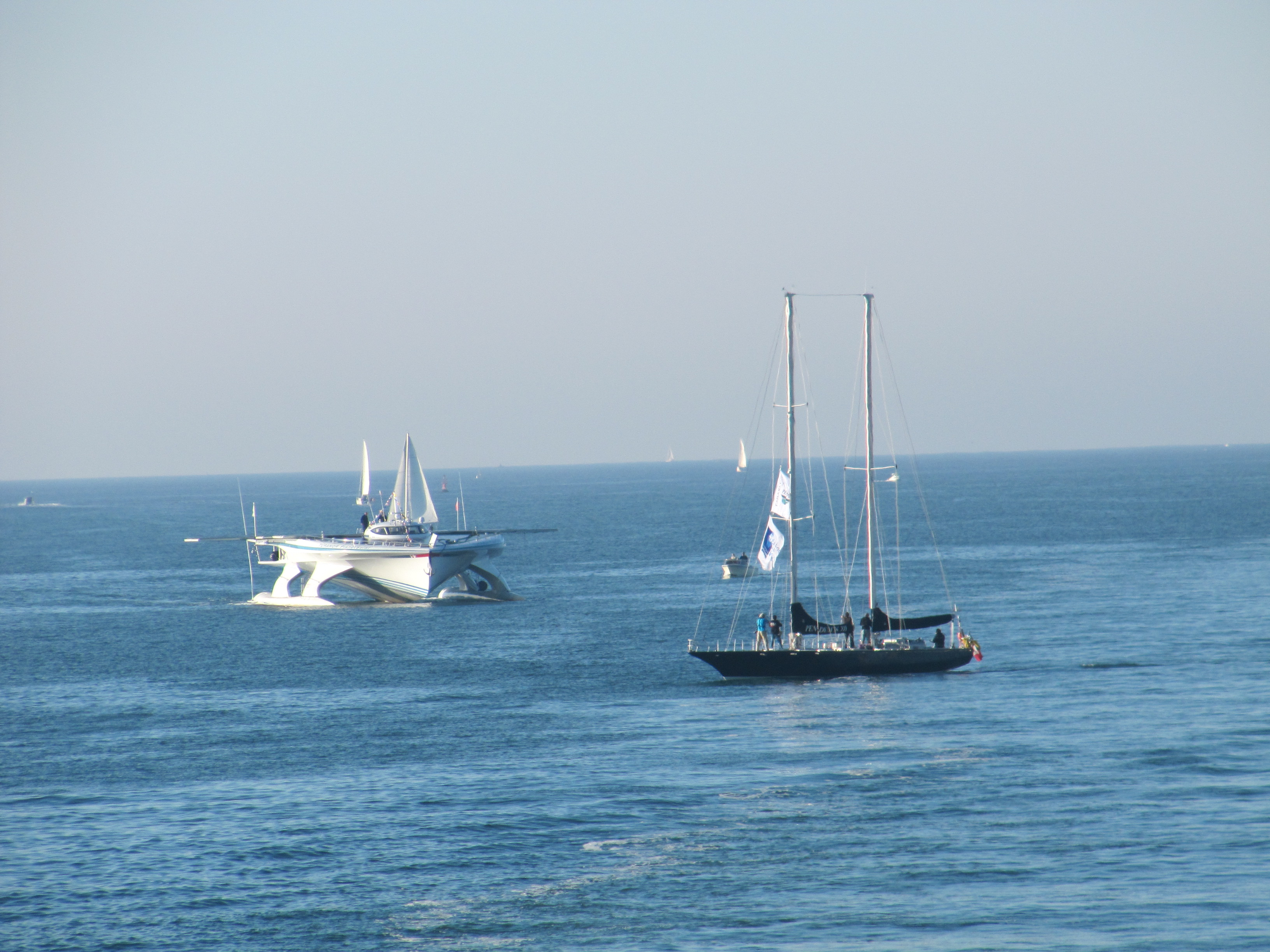
Наближення до порту Лор'ян